# Hippocampus alatus
Hippocampus alatus е вид морско конче от семейство иглови (Syngnathidae).

## Разпространение
Видът е разпространен в крайбрежните води от Индия и Шри Ланка до Тайван и северна Австралия.